# アルス・ノトリア
アルス・ノトリア（アルス・ノートーリア、ラテン語: ars notoria）は中世ヨーロッパの魔術の一種である。刻印術、印形術とも。

## 内容
アルス・ノトリアは12世紀頃の中世キリスト教文化の産物である。アルス・ノトリアを記したテクストは多くのラテン語写本のなかに遺されている。残存する写本群は発展段階に従って二つのグループに分類し得る。そのうち初期のものの成立年代は13世紀か12世紀後半とみられる。この術は神がソロモンに授けた聖なる術と称され、知恵や記憶力を高めたり、自由学芸や哲学の知識の習得に資するものとされた。アルス・ノトリアのテクストに記されているのは数箇月を要する禁欲的修法であり、断食、祈り、ノタ（nota, 複数形: notae）と呼ばれる複雑な図符に対して黙想する (凝視する、inspicere) といった一連の儀式的作業を通して、最終的に天使や聖霊から知識の伝達が起こることが期待された。祈りにはラテン語の祈祷文のほかに、ヘブライ語、ギリシア語、カルデア語を並べたものもある。アルス・ノトリアの図符は複数の幾何学的図形や記号 (figura)、聖名、祈祷文 (oratio) などで構成されており、それぞれの図符は文法、修辞学、論証学、医学、音楽、占星術/天文学、哲学、神学といった特定の学芸分野に結びつけられている。図符の形態はさまざまで、祈祷文の記された複数の円がセフィロトの木のように連結されているものや、円の中心から円周に向かって祈祷文が渦巻き状に書き込まれているものなどがある。13世紀か14世紀に成立したと推定される天使魔術書『ホノリウスの誓いの書』 (Liber sacer sive iuratus) に収録された祈りの文句はアルス・ノトリアと密接に関連している。
13世紀の神学者トマス・アクィナスは『神学大全』第II-II部の第96問題においてこれを論じ、アルス・ノトリアの儀式 (慣行、observantia) は迷信であって不法行為であると断じた。
アルス・ノトリアの書物の読者には修道士や学生がいたと推測され、特にアルス・ノトリアの祈りの敬虔な宗教的性格から、修道院の修道士たちの間で伝えられていたものと考えられる。中欧の魔術文献について研究したハンガリーの中世史家ラーング・ベネデク (Benedek Láng) は、後期中世の大学や王侯の書庫にもアルス・ノトリアのテクストが存在していたことから、中世におけるアルス・ノトリアの流布は宗教界のみに限定される周縁的な現象ではなかったと結論づけている。『アルス・ノトリア』の校訂本を作成したフランスの中世史家ジュリアン・ヴェロネーズ (Julien Véronèse) は、アルス・ノトリアは12世紀後半の北イタリア、おそらくボローニャで発生したのではないかと推察した。12-13世紀は中世の最古の大学であるボローニャ大学やパリ大学の成立時期である。ボローニャは11世紀に公証人学校のある学都として知られ、そこに集まった学生たちによってボローニャ大学が形成された。

## 諸本
アルス・ノトリアに分類されるテクストを含んだ写本はヨーロッパと北米の図書館に散在しており、現存写本数は50を下らない。
『フランス大年代記』によると、14世紀初頭にモリニーのヨアンネスなるベネディクト会士の著したアルス・ノトリア系の書物がパリで焼き捨てられた。『天上の教えの精華の書』 Liber florum celestis doctrine 別名『幻視の書』 Liber visionum と呼ばれるこの書物は、近年までその実物の存在が知られていなかったが、1990年代に複数の写本の所在が判明した。アルス・ノトリアを行って悪夢的ヴィジョンを得た修道士ヨアンネスが、悪魔的祈りが混入して汚れてしまったとアルス・ノトリアを非難し、聖母マリアに導かれてこれを刷新するために作ったものである。
アルス・ノトリアの刊本は17世紀に初めて出版された。1620年頃にリヨンで出版されたアグリッパの著作集 Opera に収録されたラテン語版がそれである。その後、イングランドで占星術師/医師のロバート・ターナーによってその英訳版 The Notory Art of Solomon (1657) が出版された。これらの刊本にはアルス・ノトリアを特徴づける各種図符は掲載されていない。17世紀以降の英語写本が残存する魔術書『レメゲトン』は4巻で構成されているが、第5巻として「アルス・ノトリア」が加えられているものもある。その内容は上述の1657年刊 The Notory Art of Solomon の抄録である。